# 21 (عدد)
21 (واحد وعشرون) هو عدد صحيح. يلي العدد 20 ويسبق العدد 22 وهو عدد طبيعي موجب.